# Dave Abbruzzese
David James Abbruzzese (født 17. maj 1968, Stamford, Connecticut) er en amerikansk trommeslager, som var med i det amerikanske grunge-rock band Pearl Jam fra 1991 til 1994. 
Abbruzzese spiller trommer på Pearl Jams albums VS (album) og Vitalogy (album). Han erstattede Matt Chamberlain og blev erstattet af Jack Irons. 